# Zschorlau
Zschorlau är en kommun och ort i Landkreis Erzgebirgskreis i förbundslandet Sachsen i Tyskland. Kommunen har cirka 5 000 invånare.
Kommunen ingår i förvaltningsområdet Zschorlau tillsammans med kommunen Bockau.